# Nasrat Haqparast
Mohammad Nasrat Haqparast (Hamburgo, 22 de agosto de 1995) é um lutador de artes marciais mistas alemão de ascendência afegã, atualmente competindo na divisão leve do Ultimate Fighting Championship.

## Início
Haqparast nasceu na Alemanha, filho de refugiados afegãos. Ele começou a treinar kickboxing aos 14 anos de idade pois seus pais acreditavam que ele estava acima do peso. Entretanto, Haqparast decidiu migrar para o MMA após assistir uma sessão de sparring na sala ao lado das aulas de kickboxing.

## Carreira no MMA

### Primeiros Anos
Haqparast começou sua carreira professional no MMA em 2012 e acumulou um cartel de 8-1, até ser contratado pelo UFC em 2017.

### Ultimate Fighting Championship
Haqparast fez sua estreia no UFC em 21 de Outubro de 2017 contra Marcin Held no UFC Fight Night: Cerrone vs. Till. Ele perdeu a luta em uma controversa decisão unânime.
Sua próxima luta veio em 22 de Julho de 2018 no [UFC Fight Night: Shogun vs. Smith]] contra Marc Diakiese. Haqparast venceu por decisão unânime.
Haqparast enfrentou Thibault Gouti em 27 de Outubro de 2018 no UFC Fight Night: Volkan vs. Smith. Ele venceu por decisão unânime. A luta foi premiada como “Luta da Noite”, rendendo a ambos lutadores $50.000 dólares.
Haqparast enfrentou em 3 de Agosto de 2019 Joaquim Silva no UFC on ESPN: Covington vs. Lawler. Ele venceu por nocaute no segundo round. A vitória rendeu a Haqparast o bônus de “Performance da Noite”, faturando novamente $50.000
Haqparast enfrentou Drew Dober em 18 de janeiro de 2020 no UFC 246: McGregor vs. Cowboy. Ele perdeu por nocaute no primeiro round.

## Cartel no MMA
| Cartel no MMA   |             |            |
| 18 lutas        | 13 vitórias | 5 derrotas |
| Por nocaute     | 9           | 1          |
| Por finalização | 0           | 1          |
| Por decisão     | 4           | 3          |

| Res.    | Cartel | Oponente           | Método                  | Evento                                | Data       | Round | Tempo | Local                  | Notas                    |
| ------- | ------ | ------------------ | ----------------------- | ------------------------------------- | ---------- | ----- | ----- | ---------------------- | ------------------------ |
| Vitória | 14-5   | John Makdessi      | Decisão (unânime)       | UFC Fight Night: Gane vs. Tuivasa     | 03/09/2022 | 3     | 5:00  | Paris                  |                          |
| Derrota | 13-5   | Bobby Green        | Decisão (unânime)       | UFC 271: Adesanya vs. Whittaker 2     | 12/02/2022 | 3     | 5:00  | Houston, Texas         |                          |
| Derrota | 13-4   | Dan Hooker         | Decisão (unânime)       | UFC 266: Volkanovski vs. Ortega       | 25/09/2021 | 3     | 5:00  | Las Vegas, Nevada      |                          |
| Vitória | 13-3   | Rafa Garcia        | Decisão (unânime)       | UFC Fight Night: Edwards vs. Muhammad | 13/03/2021 | 3     | 5:00  | Las Vegas, Nevada      |                          |
| Vitória | 12-3   | Alex Munoz         | Decisão (unânime)       | UFC Fight Night: Lewis vs. Oleinik    | 08/08/2020 | 3     | 5:00  | Las Vegas, Nevada      |                          |
| Derrota | 11–3   | Drew Dober         | Nocaute (socos)         | UFC 246: McGregor vs. Cowboy          | 18/01/2020 | 1     | 1:10  | Las Vegas, Nevada      |                          |
| Vitória | 11–2   | Joaquim Silva      | Nocaute (socos)         | UFC on ESPN: Covington vs. Lawler     | 03/08/2019 | 2     | 0:36  | Newark, New Jersey     | Performance da Noite.    |
| Vitória | 10–2   | Thibault Gouti     | Decisão (unânime)       | UFC Fight Night: Volkan vs. Smith     | 27/10/2018 | 3     | 5:00  | Moncton, New Brunswick | Luta da Noite.           |
| Vitória | 9–2    | Marc Diakiese      | Decisão (unânime)       | UFC Fight Night: Shogun vs. Smith     | 22/07/2018 | 3     | 5:00  | Hamburgo               |                          |
| Derrota | 8–2    | Marcin Held        | Decisão (unânime)       | UFC Fight Night: Cerrone vs. Till     | 21/10/2017 | 3     | 5:00  | Gdańsk                 | Estreia no UFC.          |
| Vitória | 8–1    | Ruslan Kalyniuk    | Nocaute técnico (socos) | Superior FC 17                        | 20/05/2017 | 3     | 1:44  | Düren                  |                          |
| Vitória | 7–1    | Patrik Berisha     | Nocaute técnico (socos) | We Love MMA 24                        | 15/10/2016 | 2     | 0:18  | Hamburgo               |                          |
| Vitória | 6–1    | Lampros Pistikos   | Nocaute técnico (socos) | Ravage Series 2                       | 20/02/2016 | 1     | 3:36  | Hamburgo               | Volta aos Leves.         |
| Vitória | 5–1    | Fabrice Kindombe   | Nocaute (soco)          | We Love MMA 16                        | 10/10/2015 | 1     | 0:53  | Hamburgo               |                          |
| Vitória | 4–1    | Patrick Schwellnus | Nocaute técnico (socos) | We Love MMA 13                        | 14/03/2015 | 1     | 2:57  | Hannover               |                          |
| Vitória | 3–1    | Tolga Ozgun        | Nocaute técnico (socos) | We Love MMA 9                         | 27/09/2014 | 1     | 2:20  | Hamburgo               | Estreia nos Meio Médios. |
| Vitória | 2–1    | Jiri Flajsar       | Nocaute técnico (socos) | Anatolia Fighting Championship        | 23/02/2014 | 1     | 0:38  | Hamburgo               |                          |
| Vitória | 1–1    | Iles Ganijev       | Nocaute técnico (socos) | SFC 13                                | 01/06/2013 | 1     | 0:00  | Hamburgo               |                          |
| Derrota | 0–1    | Adrian Ruf         | Finalização (triângulo) | We Love MMA 4                         | 15/12/2012 | 1     | 3:30  | Berlim                 | Estreia nos Leves.       |